# Chamerion latifolium
Chamerion latifolium (хамерій широколистий) — вид трав'янистих рослин родини онагрові (Onagraceae), поширений у Євразії й Північній Америці. Національна квітка Ґренландії. Етимологія: лат. latus — «широкий», лат. folius — «листя».

## Опис
Трави багаторічні, прямостійні, з товстими дерев'яними кореневищами і жилавою масою коренів. Стебла 12–35 см заввишки, голі нижче, рідко або, зрідка, щільно вкриті жорсткими, тонкими щетинками на верхніх частинах стебел і суцвіттях. Листки сидячі або черешки до 2 мм; базальні листові пластини 5–10 мм, коричневі, трикутно-яйцеподібні; стеблові пластини 2–5(8) × 0.6–1.7(2.6) см, зелені або блідо-зелені, еліптичні або від яйцеподібних до ланцетно-еліптичних, майже голі або з жорсткими, тонкими щетинками; основи клиновиді або іноді тупуваті; краї від субцілих до дистанційно пунктировано-зазубрених із 4–7 зубчиками; верхівки тупі або загострені. Квіти підняті в зародку, пониклі на ранній стадії запилення. Чашолистки 1–1.6 см × 1.5–3.5 мм. Пелюстки рожево-фіалкові або рожеві, 1–2.4(3,2) см × 7–15(23) мм. Капсули 2.5–8 см, з жорсткими, тонкими щетинками, містять багато насіння; квітконіжки 1.2–2.5 см. Насіння 1.2–2.1 × 0.4–0.6 мм. 2n = 36, 72.
Зростає в малих або великих групах. У порівнянні з південнішими родичами Chamerion latifolium адаптував свої квіти до нестачі комах, зробивши самозапилення можливим.

## Поширення
Азія (Китай, Японія, Казахстан, Киргизстан, Таджикистан, Росія, Афганістан, Індія, Непал, Пакистан); Європа (Росія — європейська частина, Ісландія); Північна Америка (Ґренландія, Канада, США). У Китаї процвітає на висотах 1600–5200 м. Населяє вологі посипані гравієм райони, розташовані вздовж річок й у горах.

## Використання
Це національна квітка Ґренландії.
Ескімоси їдять листя в сирому, вареному вигляді з жиром, або замочують у воді для чаю, квіти і фрукти в сирому вигляді, та як салат із жиром тюленів і моржів. Кожна частина цієї рослини їстівна, смак як у шпинату.

## Систематика
За даними спільного інтернет-проекту Королівських ботанічних садів у К'ю і Міссурійського ботанічного саду «The Plant List» Chamerion latifolium є одним із синонімів Epilobium latifolium L., що є представником роду зніт (Epilobium).

## Галерея

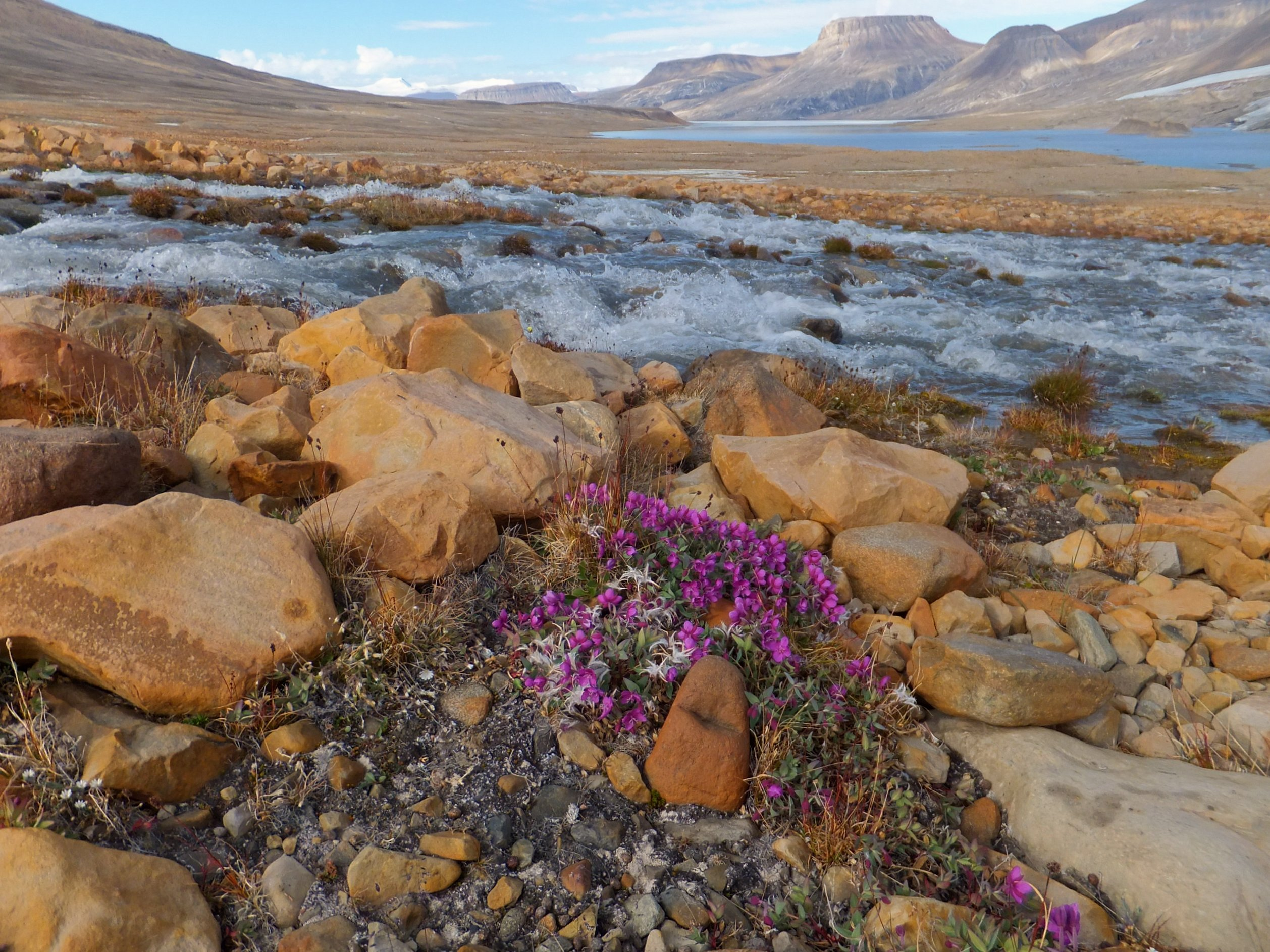
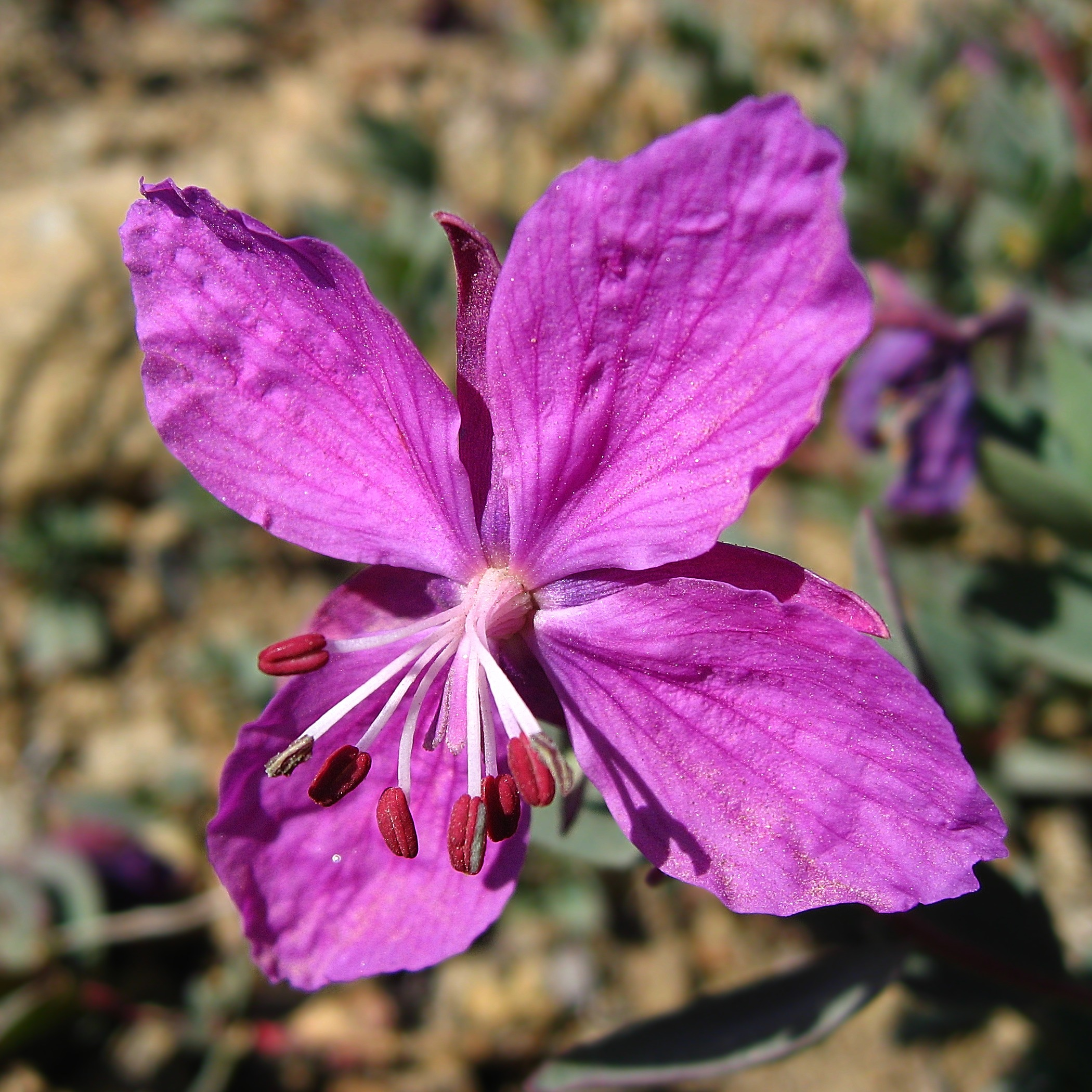
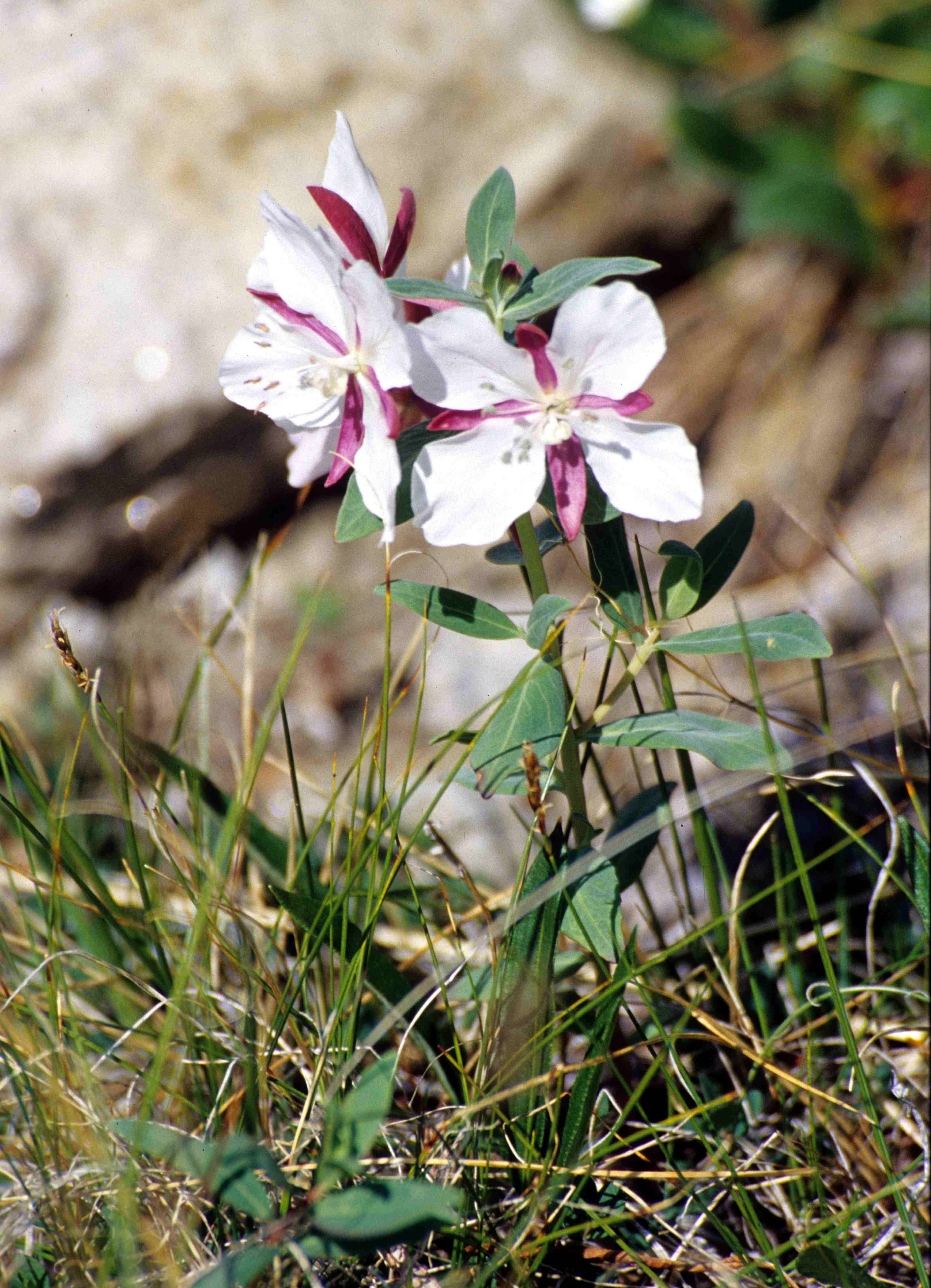